# Église du Saint-Sépulcre de Paris
Pour les articles homonymes, voir église du Saint-Sépulcre.
Le chapitre du Saint-Sépulcre de Paris, également appelé église du Saint-Sépulcre de Paris, est une église parisienne aujourd'hui disparue.

## Situation
L'église du Saint-Sépulcre de Paris était située à l'emplacement de l'actuel no 60 rue Saint-Denis à Paris. Elle jouxtait le domaine de l'abbaye Saint-Magloire situé au nord-est. 
Juste avant la Révolution, elle était située dans une exclave de la paroisse Saint-Merri.

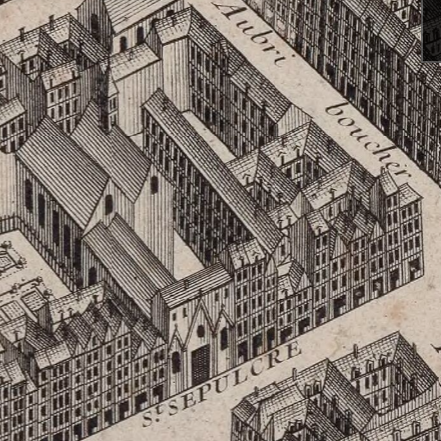
Église du Saint-Sépulcre sur plan de Turgot de 1737
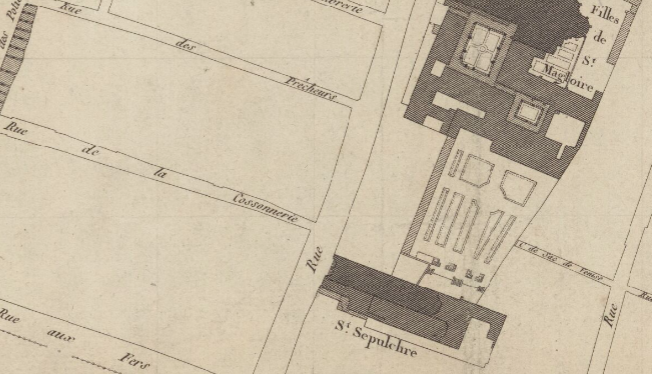
L'église du Saint-Sépulcre sur plan de Verniquet de 1790

## Historique
Cette église et cet hôpital appartiennent à l'ordre canonial régulier du Saint-Sépulcre. Ils sont fondés en 1326, pour recevoir les pèlerins qui passent à Paris en allant ou en revenant visiter le Saint-Sépulcre à Jérusalem.
En 1791 une compagnie de négociants hollandais ou bataves fait l'acquisition des bâtiments. Ils détruisent les anciens bâtiments et y font construire, par Jean-Nicolas Sobre et Célestin-Joseph Happe, les années suivantes une belle maison de commerce, très vaste, que l'on appelle cour Batave. Ce bâtiment est plus tard détruit lors du percement du boulevard de Sébastopol et du prolongement de la rue de la Cossonnerie.